# نیروی دفاع سایبری نروژ
نیروی دفاع سایبری نروژ (نروژی: Cyberforsvaret) شاخه‌ای از نیروهای مسلح نروژ است، که در سال ۲۰۱۲ تأسیس شد و مسئول نیروی سایبری این کشور است.
نیروی دفاع سایبری نروژ مسئول ارتباطات نظامی و جنگ سایبری دفاعی در نروژ است. این نیرو ۱۵۰۰ نفر را در بیش از ۶۰ مکان در اختیار دارد. پایگاه اصلی این نیرو در یورستادمون در لیلهامر و یک پایگاه ثانویه در کولساس در خارج از اسلو قرار دارد.